# Hyponerita similis
Hyponerita similis es una polilla de la subfamilia Arctiinae descrita por primera vez por Walter Rothschild en 1909. Se encuentra en la Guayana Francesa, Surinam, Guyana, Venezuela, Ecuador y Perú.